# Edward Mazurczak
Edward Mazurczak Żuk Żubr Dziadek (ur. Sawice, zm. 10 listopada 1946 koło Jadowa) – żołnierz podziemia antykomunistycznego, dowódca w zwycięskiej bitwie w Mołomotkach.

## Życiorys
W czasie okupacji niemieckiej prowadził działalność w organizacji Miecz i Pług. Musiał uciekać i wrócił w rodzinne strony, gdzie w 1945 roku został komendantem Ośrodka 2 Obwodu Sokołów Podlaski Armii Krajowej. 13 kwietnia 1945 roku dowodził likwidacją karnej ekspedycji UB i LWP pod Mołomotkami i uwolnieniem więźniów. Po lipcu 1945 roku jego oddział związał się z NSZ co wywołało konflikt z działającymi na tym terenie WiN i 6 Brygadą Wileńską. Dowodzony przez niego oddział został zniszczony przez MO/UB w kwietniu 1946. Po rozbiciu oddziału Edward Mazurczak próbował nawiązać kontakt z ugrupowaniem „Pogoń". Poległ w walce z UBP i KBW 10 listopada 1946 roku.